# Panbabilonizm
Panbabilonizm (z gr. pan = wszystko + Babilonia) – teoria, wedle której każdy astralny system wierzeń ma źródło w starożytnych wierzeniach ludów Mezopotamii.  Teoria bardzo popularna w wieku XIX i XX, jednym z głównych propagatorów był Alfred Jeremias.